# قرارگاه اشرف
قرارگاه اشرف یا پادگان اشرف، اردوگاهی بود که سازمان مجاهدین خلق ایران در ۸۰ کیلومتری مرزهای ایران در شهر خالص استان دیاله عراق برقرار کرده بودند. اردوگاه اشرف در سال ۱۳۶۵ خورشیدی، و پس از انتقال مرکز اصلی سازمان مجاهدین خلق ایران به عراق و با حمایت حکومت بعث صدام حسین، تأسیس شد. جمعیت این اردوگاه حدود ۳۲۰۰ نفر تخمین زده می‌شد. آخرین گروه از اعضای سازمان مجاهدین خلق در تاریخ ١٦ سپتامبر ۲۰۱۲ میلادی از قرارگاه اشرف خارج شدند. با این حال همچنان شمار اندکی از اعضا در اردوگاه ماندند تا در نهایت در پی حمله‌ای در سپتامبر ۲۰۱۳ این اردوگاه به‌طور کامل تخلیه شد و اعضاء مجاهدین برای همیشه از اردوگاه اشرف خارج شدند.
پس از خروج نیروهای سازمان مجاهدین خلق ایران از این قرارگاه در سپتامبر ۲۰۱۳، و از زمان حملۀ داعش به استان دیاله در عراق، این کمپ در اختیار حشدالشعبی قرار گرفت و از آن زمان به «اردوگاه شهید ابومنتظر المحمداوی» تغییر نام داد.

## نام‌گذاری
نام اردوگاه اشرف برگرفته از نام اشرف رجوی، نخستین همسر مسعود رجوی، رهبر کنونی آن سازمان و از زندانیان سیاسی در دوران حکومت پهلوی بود. اشرف رجوی در سال ۱۳۵۷ به هم‌راه آخرین دسته زندانیان سیاسی از زندان اوین آزاد شد و در تاریخ ۱۹ بهمن ۱۳۶۰ به همراه موسی خیابانی نفر دوم مجاهدین در شرایطی که محل سکونت آن‌ها در زعفرانیه، تهران توسط نیروهای سپاه پاسداران انقلاب اسلامی مورد حمله قرار گرفت، کشته شد.

## ساختار اشرف

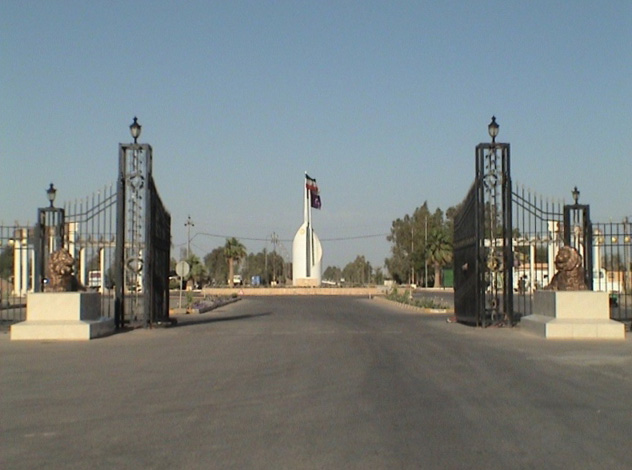
درب شیر قرارگاه اشرف

برج آزادی در اردوگاه اشرف

یکی از میدان‌های اصلی شهر اشرف

گزارش پژوهشی یک هیئت پارلمان اروپا بعد از بازدید از اشرف آن را اینطور توصیف می‌کردند:
اشرف از یک مجموعه خیابان و ساختمان درست شده‌است و دربرگیرنده همه نوع امکانات آموزشی، اجتماعی و ورزشی می‌باشد که شامل چهار استخر در اندازه المپیک، یک مرکز خرید، یک باغ وحش، یک پارک، یک دانشگاه، یک زمین فوتبال کامل در اندازه استاندارد، یک «موزه تروریسم» حاوی جزییات حملات رژیم ایران علیه مجاهدین و پرسنل آن، یک «موزه شهدا»، یک مسجد و حتی یک قبرستان می‌باشد. اردوگاه اشرف به دلیل اندازه و برای اینکه بتواند مؤثر عمل کند خدماتی مانند فروشگاه، نانوایی، پمپ بنزین و حتی پلیس راهنمایی خود را دارد.
یک بازدیدکننده اروپایی اردوگاه اشرف را به یک شهرک متوسط اما نسبتاً آراسته در ایران تشبیه کرده که دارای پارک، ساختمان‌های اداری و مسکونی است.

## جنگ عراق
پس از جنگ ۲۰۰۳ نیروهای ائتلاف ضد ترور علیه رژیم صدام در عراق، مجاهدین با نیروهای آمریکایی قراردادی را امضاء کردند که بر پایه آن همه سلاح‌های خود را در یک نقطه متمرکز کرده و کلیه نفراتشان را در قرارگاه اشرف که قرارگاه اصلی مجاهدین بود اسکان دادند. به‌دلیل آنکه در طول جنگ سال ۲۰۰۳، نیروهای مجاهدین بی‌طرفی خود را حفظ کرده بودند، بعد از جنگ بر اساس کنوانسیون چهارم ژنو موقعیت «اشخاص حفاظت شده» به آن‌ها داده شد. براساس این کنوانسیون ساکنان اشرف افرادی بودند که از کلیه حقوق پناهندگی برخوردارند و هرگونه تعرض به حقوق آنان جرم محسوب می‌شد. تا اواخر اوت ۲۰۰۸ نیروهای آمریکایی حفاظت ساکنان اشرف را بر عهده داشتند.
پس از آن کنترل این اردوگاه بر عهده ارتش عراق گذارده شد علی الدباغ، سخنگوی دولت عراق در این مورد گفت که عراقی‌ها با اعضای سازمان مجاهدین به گونه‌ای انسانی و مطابق حقوق بین‌الملل رفتار خواهد کرد و امکان ندارد که اعضای مجاهدین خلق ایران را از عراق بیرون کنند.
ژنرال پترائوس، فرمانده نیروهای چند ملیتی در یک گفتگوی مطبوعاتی در ۳ سپتامبر اظهار داشت که مجاهدین در اشرف دارای موقعیت ”شهروند حفاظت شده” هستند و به این خاطر نیروهای آمریکایی همچنان مسئولیت امنیت آن‌ها را بر عهده دارند.
روز ۴ اردیبهشت ۱۳۸۸ (۲۴ آوریل ۲۰۰۹) پارلمان اروپا در اجلاس رسمی خود در استراسبورگ قطعنامه مهمی دربارهٔ تضمین حفاظت اشرف، ممنوعیت هرگونه جابجایی ساکنان اشرف و تضمین کلیه حقوق آنان طبق کنوانسیون چهارم ژنو و کنوانسیون پناهندگی ۱۹۵۱با ۲۸۴ رأی مثبت در برابر ۴۲ رأی منفی تصویب کرد.

## پس از سقوط صدام
در سال‌های اخیر عده‌ای قرارگاه اشرف را ترک کردند و براساس برخی گزارش‌ها حدود ۴۰۰ تن از اعضای سازمان به ایران بازگشته و با برخورد قابل قبولی مواجه شدند. همچنین عده‌ای دیگر از اعضا نیز قرارگاه اشرف را ترک کرده و به کشورهای اروپایی رفتند. برخی دیگر نیز به قرارگاه دیگری که زیر نظر ارتش آمریکا تأسیس شده‌بود منتقل شدند. این پایگاه بعداً توسط امریکاییان جمع‌آوری شد و ساکنان آن به خارج از قرارگاه اشرف فرستاده شدند.
سازمان مجاهدین خلق اعلام کرده که در مصاحبه‌های وزارت حقوق بشر عراق با مجاهدین ساکن اشرف که از مارس تا آوریل ۲۰۰۹ در جریان است ۹۹٫۸٪ آنان درصد آنان از بازگشت به ایران و رفتن به کشور دیگر سرباز زده و ماندن در اشرف و بودن با مجاهدین را انتخاب کرده‌اند. فراریان سازمان را متهم می‌کنند که تمام افراد حاضر در پایگاه را به شدت تحت کنترل قرار داده و مانع از بیان و انتقال واقعیات پیرامون این پایگاه می‌شود.

### حمله نیروهای عراقی در سال ۲۰۰۹
اعتصاب غذای نامحدود
به گفته مجاهدین ۳۶ نفر از افراد اشرف در حملات فوق توسط نیروهای عراقی مورد ضرب و شتم قرار گرفته و دستگیر شده و در اعتراض به این گروگانگیری به مدت ۶۵ روز در اعتصاب غذای تر و ۷ روز در اعتصاب غذای خشک به سر بردند.
وب‌گاه خبرگزاری سازمان ملل روز ۹ اکتبر ۲۰۰۹ اعلام کرد مقامات حقوق بشر سازمان ملل متحد از تصمیم دولت عراق مبنی بر آزادی ۳۶ عضو یک گروه اپوزیسیون ایرانی که از ماه ژوئیه دستگیر شده‌بودند، استقبال کردند. روپرت کول ویل یک سخنگوی دفتر کمیسر عالی حقوق بشر سازمان ملل در ژنو به خبرنگاران گفت این ارگان جهانی سپاس‌گزار است که دولت به درخواستناوی پیلای، کمیسر عالی، برای آزادی بازداشت شدگان پاسخ مثبت داده‌است. او گفت: «تمامی بازداشتی‌ها از جمله اعضای سازمان مجاهدین خلق ایران از حق داشتن روند قضایی مناسب و دادگاه عادلانه برخوردارند – در صورتی که شواهدی وجود دارد که آن‌ها ممکن است جرمی مرتکب شده باشند....تمامی حقوق آن‌ها طبق قوانین محلی و بین‌المللی باید تضمین گردد....دادگاه عراق در شهر خالص، جایی که ابتدا بازداشتی‌ها نگهداری شدند، دو بار دستور آزادی آن‌ها را به خاطر عدم وجود شواهد معتبر صادر کرد، اما به دلایلی که ناروشن باقی می‌ماند آن‌ها در مجموع به مدت حدود دو ماه ونیم در بازداشت به سر بردند. هیئت مساعدت سازمان ملل متحد برای عراق (UNAMI) (یونامی) به مانیتور وضعیت در کمپ اشرف ادامه می‌دهند.
حمایت‌های بین‌المللی
در تاریخ ۴سپتامبر ۲۰۰۸، پارلمان اروپا، قطعنامه‌ای را «درباره اعدام‌ها در ایران» و در مورد ضرورت حفاظت ساکنان اشرف طبق کنوانسیون چهارم ژنو تصویب کرد.
سازمان عفو بین‌الملل در گزارش خود بتاریخ اول مارس ۲۰۱۰ در مورد وضعیت حقوق بشر در عراق در مورد کمپ اشرف نوشت که تهدیدات و فشارها از سوی دولت عراق برای سخت تر کردن شرایط زندگی در این کمپ ادامه دارد.
روز چهارشنبه ۱۷ مارس (۲۶ اسفند ۱۳۸۸) در یک کنفرانس مطبوعاتی در کنگره آمریکا اعلام شد که اکثریت اعضای مجلس نمایندگان آمریکا از قطعنامه‌ای حمایت کرده‌اند که در آن بر حقوق ساکنان اشرف و لزوم حفاظت از آنان تأکید شده‌است. این قطعنامه، به شماره ۷۰۴، تاکنون توسط ۲۳۰ نماینده کنگره امضا شده‌است. در بین نمایندگان ده رئیس کمیته کنگره و ۵۴ رئیس زیر کمیته دیده می‌شود.
روز هفتم اردیبهشت ۱۳۸۹ سازمان عفو بین الملل گزارش ویژهای به نام «عراق - شهروندان زیر آتش» در سند ۲۸ صفحه‌ای منتشر کرد. در این گزارش بخشی را با عنوان «خشونت علیه پناهندگان» به وضعیت پناهندگان خارجی در عراق اختصاص داد که در این میان یک صفحه به وضعیت اشرف پرداخته‌است. گزارش عفو دربارهٔ اشرف، حاوی چند قطعه عکس از تهاجم نیروهای عراقی به اشرف می‌باشد.

### حمله ارتش عراق در سال ۲۰۱۱
در تاریخ ۸ آوریل ۲۰۱۱ نیروهای عراقی به اردوگاه مجاهدین خلق حمله کردند که در درگیری‌های پیش آمده گروهی از اعضای قرارگاه اشرف کشته شدند. ناظر سازمان ملل متحد پس از بازدید از قرارگاه اشرف کشته شدن ۳۴ نفر را تأیید کرد اما سخنگوی دولت عراق با رد این مطلب تنها کشته شدن ۳ نفر در درگیری با نیروهای عراقی را تأیید کرده  و افزود کشته شدگان کسانی بودند که قصد فرار از اردوگاه اشرف را داشته و توسط نگهبانان مجاهدین خلق کشته شدند. دولت آمریکا در واکنش به حمله نیروهای عراقی به کمپ اشرف ابراز نگرانی کرده و خواستار پرهیز از خشونت شد.
سایت سیاتل ای پی آی در خبری با عنوان «درخواست قاضی اسپانیایی برای پرسش در مورد کشتار از نخست وزیر عراق» نوشت که یک قاضی اسپانیایی خواهان پاسخگویی از نخست وزیر عراق و سه تن از افسران ارتش عراق برای بررسی و تحقیق در ماجرای قتل ایرانیان تبعیدی در عراق شد. قاضی فررناندو آندرو این هفته گفت او خواهان پرسو جو از چهار تن دیگر بر اساس بسط دادن تحقیقات وی در مورد کشتار ۱۱ تن از ایرانیان تبعیدی در کمپ اشرف در سال ۲۰۰۹ به کشتاردیگری که منجر به کشته شدن ۳۵ تن دیگر در ۸ آوریل شد. او سه تن از افسران عراقی را به دادگاه ملی برای ۳ اکتبر (۲۰۱۱) احضار نمود و او گفت که نخست وزیر نوری مالکی را بعد از پایان دروه نخست وزیری و اتمام مصونیتش احضار خواهد نمود.

### ضرب الاجل عراق
پس از درگیری نیروهای امنیتی عراق و مجاهدین خلق در اردوگاه اشرف دولت عراق از سازمان مجاهدین خلق ایران خواست که تا پایان سال ۲۰۱۱ خاک این کشور را ترک کنند. وزیر امور خارجه عراق پیشنهاد تشکیل کمیته‌ای با حضور نمایندگان ایران، عراق و نماینده‌ای از سازمان صلیب سرخ جهانی را برای تصمیم گیری در مورد سرنوشت مجاهدین خلق مطرح کرده‌است. متعاقباً برحسب گزارش خبرگزاری فرانسه در تاریخ ۲۷ ژوئن ۲۰۱۱ خانم مگنه بارت، رئیس هیئت صلیب سرخ جهانی در عراق اعلام نمود:«صلیب سرخ جهانی بخشی از کمیته‌ای که گفته می‌شود برای بستن اشرف درحال تشکیل است نخواهد بود». سخنگوی سازمان مجاهدین خلق ایران در پاریس گفته‌است اعضای اردوگاه اشرف مایلند به عنوان پناهنده به اروپا یا آمریکا بروند و کسی قصد ماندن در عراق را ندارد. رسانه‌های جمهوری اسلامی ادعا کردند که «شماری از مردم عراق، به خصوص ساکنان استان دیاله نیز خواستار اخراج اعضای سازمان مجاهدین خلق از خاک عراق هستند و دست به تجمع در برابر قرارگاه اشرف زدند که برخی از ساکنان اشرف با سلاح سرد به ایشان حمله نمودند.» 
اما ساکنین این‌گونه اخبار را بی‌اساس و در راستای اقدامات رژیم ایران برای زمینه‌سازی جهت یک حمله دیگر می‌دانند.
از طرف دیگر به نقل از خبری از آسوشیتد که در نشریه میامی هرالد مورخ ۲۹ آگوست به قلم لارا جیکس درج شده، خبر از یک ادعای دیگر از طرف نخست وزیر عراق مبنی بر حمایت یونامی و سازمان ملل از خواسته اخراج ساکنین اشرف از عراق تا پایان سال جاری میلادی داد. که در یک موضع‌گیری کم سابقه نماینده ویژه سازمان ملل اد ملکرت ضمن رد این موضوع تأکید نمود که ”سازمان ملل بر دفاع و حفاظت از ساکنین اشرف در قبال اخراج اجباری، تبعید یا بازگرداندن اجباری ادامه خواهد داد”.
در پایان سال ۲۰۱۱، در اثر فشارهای بین‌المللی دولت عراق با نماینده سازمان ملل در عراق توافقنامه‌ای را امضاء کردند که بر اساس آن مهلت بستن کمپ اشرف تا پایان آوریل ۲۰۱۲ تمدید شد.
طبق این توافقنامه قرار شد ۴۰۰ نفر از ساکنان اشرف به قرارگاه لیبرتی در شمال بغداد منتقل شوند تا در آنجا پروسه پناهندگی توسط کمیساریا و انتقال به کشور ثالث به اجرا در آید. مریم رجوی از ساکنین اشرف درخواست کرد که با این جابجایی موافقت کنند.
اما نگرانی‌های زیادی در رابطه با انتقال غیر اجباری ساکنان اشرف همراه با اموال منقول و خودروهایشان به قرارگاه لیبرتی وجود دارد. ضمن اینکه دولت عراق اعلام کرده‌است هنوز زیرساخت‌های کمپ جدید آماده نیست. طبق گفته هافینگتون پست «اگر» همه چیز بر طبق برنامه پیش برود و همه ساکنان اشرف به سلامت با همه امکانات قابل انتقالشان به قرارگاه لیبرتی بروند، برای جلوگیری از بروز مجدد خشونت حداقل تضمین‌های انسان دوستانه و حقوقی از جمله توقف همه گونه محاکمه و آزار ساکنان و لغو احکام تقلبی و این که نیروهای عراقی باید در بیرون محوطه محصور محل جدید باشند تا از امنیت و آرامش به خصوص برای ۱۰۰۰ زن مسلمان اطمینان یابند، باید محقق شود. پس از آن باید تقاضای پناهندگی افراد رسیدگی شود. پناهندگان کمپ اشرف می‌خواهند در کشورهای ثالث اسکان پیدا کنند ولی تا هنگامی که مجاهدین در فهرست تروریستی هستند، آمریکا و متحدانش نمی‌توانند آن‌ها را بپذیرند.

### تخلیه قرارگاه اشرف
نزدیک به سه دهه بعد از اقامت اعضای سازمان مجاهدین خلق در اردوگاه اشرف تخلیه این اردوگاه در پنج مرحله آغاز شد که مرحله نخست آن در تاریخ ۲۹ بهمن ۱۳۹۰ و مرحله پنجم در ۱۵ اردیبهشت ۱۳۹۱ از این اردوگاه خارج شدند. نهایتاً آخرین گروه از اعضای سازمان مجاهدین خلق در تاریخ ۱۶ سپتامبر ۲۰۱۲ میلادی از قرارگاه اشرف خارج و به قرارگاه لیبرتی اعزام شدند.
با این حال همچنان شمار اندکی (۱۰۰ نفر) از اعضا برای حفاظت از اموال مجاهدین در اردوگاه ماندند که در نهایت در پی حملهٔ اول سپتامبر ۲۰۱۳ این اردوگاه به‌طور کامل تخلیه شد. سازمان مجاهدین خلق، ارزش بسیار زیادی (معادل ۱۵ میلیون دلار اموال منقول و غیرمنقول) برای اموال مورد ادعایی‌اش اعلام کرده بوده و تاکنون دولت عراق را به کارشکنی در فروش این اموال متهم می‌کرده‌است.

### حمله به اشرف در سال ۲۰۱۳
در روز ۱ سپتامبر ۲۰۱۳ در پی حمله‌ای، که چگونگی و عوامل آن مورد اختلاف است، از ١٠٠ نفری که در اشرف باقی‌مانده بودند بین ۵۲ تا ۷۰ نفر کشته و ٧ نفر اسیر شدند. بعد از این حمله، سپاه پاسداران انقلاب اسلامی در بیانیه‌ای، ضمن ابراز خرسندی از این واقعه، عاملان حمله را «فرزندان رشید مجاهدان شهید عراقی» اعلام کرد. و احمد خاتمی در خطبه‌های نماز جمعه تهران گفت این عملیات مهم‌تر از عملیات مرصاد ( فروغ جاویدان ) بود و کشته شدن مجاهدین را تبریک گفت، این کشتار با محکومیت آمریکا، سازمان ملل متحد و سازمان‌های حقوق بشر مواجه شد.

### وضعیت کنونی
از سال ۲۰۱۵ این محل تبدیل به پایگاه نظامی سپاه بدر شده است.